# Навасардовские игры
Навасардовские игры (арм. Նավասարդյան խաղեր) — популярный национальный праздник в Древней Армении, центральным элементом которого были спортивные состязания, начинавшиеся 1 навасарда по древнеармянскому календарю (соответствует 11 августа по григорианскому календарю), то есть в самом начале нового года.
Паломники, крестьяне, войско, знать и жрецы торжественными колоннами приходили в гавары Тарон и Багреванд, на границе которых текла священная река Арацани и находилась горы Нпат, вокруг которой и располагались участники празднества. На склоне горы находился храмовый комплекс Багаван, в котором торжественно воздавались дары верховному богу Арамазду и верховной богине Анаит. Празднества сопровождались жертвоприношениями, пиршествами, охотой. В эти дни организовывались Навасардовские игры, проходившие, как правило, одну неделю. В рамках игр атлеты соревновались в беге, прыжках в длину, фехтовании, борьбе, кулачных боях, стрельбе из лука, скачаках и другими видами спорта, сопровождавшимися национальными песнями и танцами.